# Терлингуаит
Терлингуаи́т — природный минерал, оксихлорид ртути Hg4+
3Hg2+
Cl2O2. Был открыт в 1900 году в статистически обособленной местности Терлингуа техасского округа Брустер, по которой и назван. Кристаллизуется в мелких призматических кристаллах моноклинной сингонии, пространственная группа C2/c, параметры ячейки a = 1,951 нм, b = 0,591 нм, c = 0,947 нм, β = 143,81°, Z = 4. Иногда порошковатый. Цвет серо-жёлтый, меняющийся до оливково-зелёного на свету. Иногда с включениями самородной ртути. Твёрдость 2—3; удельный вес 8,7—9,22 г/см3, блеск алмазный. Образуется в результате эрозии других содержащих ртуть минералов.